# アレクサンドル・クラーキン

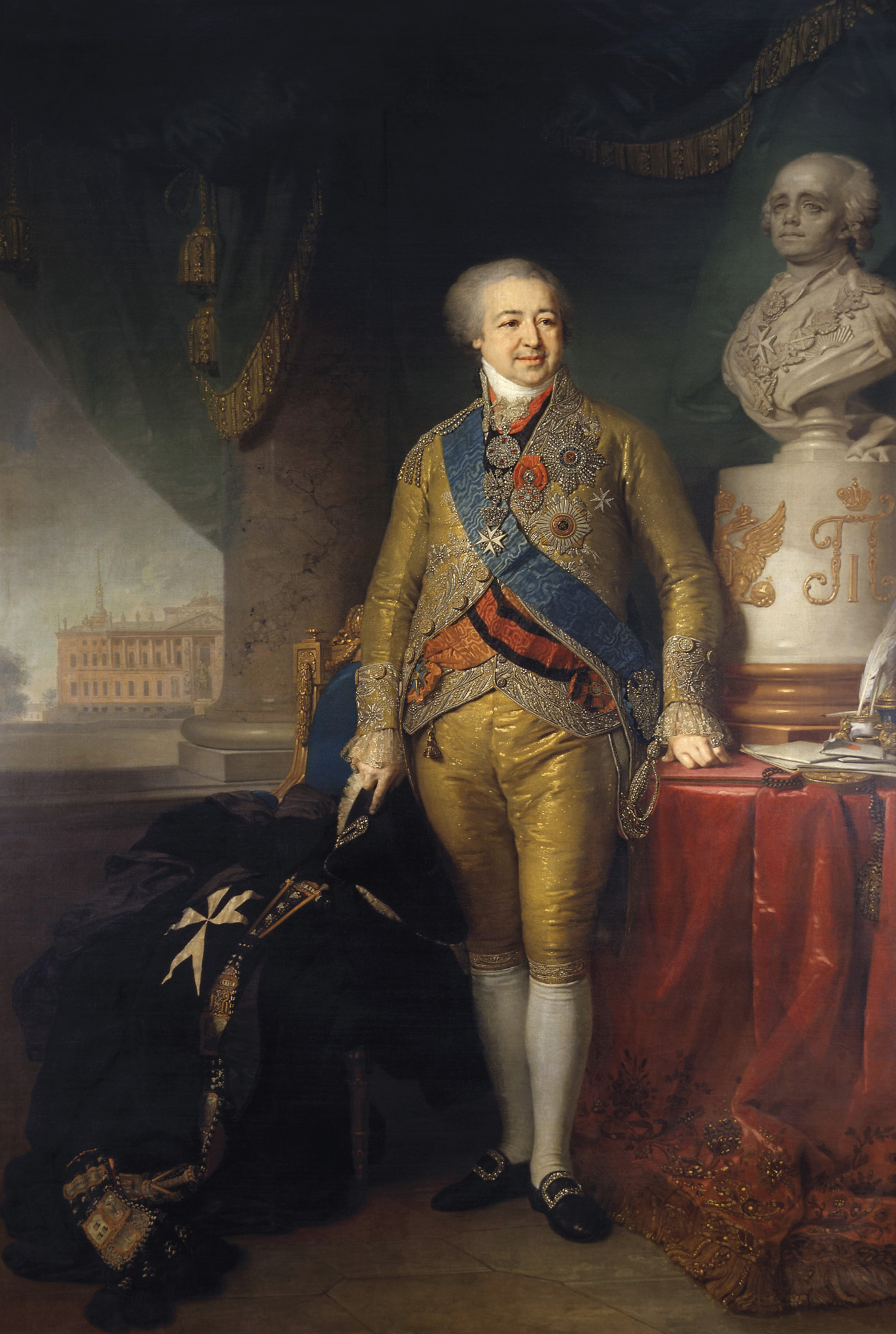
アレクサンドル・クラーキン

アレクサンドル・ボリソヴィッチ・クラーキン公爵（Александр Борисович Куракин、Alexandr Borisovich Kurakin、または、Kourakine、1752年1月18日 - 1818年6月24日）は、帝政ロシアの政治家、外交官。駐在オーストリア公使、フランス公使、国家評議会議員（1810年から）、枢密顧問官などを歴任した。レフ・トルストイの「戦争と平和」の登場人物、クラーギン公爵（Kuragin）として登場している。

## 経歴
1752年1月18日モスクワに生まれる。クラーキン家は代々外交官を輩出してきた家柄で、ピョートル大帝に仕えた外交官ボリス・クラーキンは曽祖父にあたる。1764年父のボリス・アレクサンドロヴィッチ・クラーキンが死去し、サンクトペテルブルクに移る。ペテルブルクでクラーキンは皇太子パーヴェル・ペトローヴィチ大公（後の皇帝パーヴェル1世）の宮廷に仕えた。パーヴェルの知遇を得たクラーキンは、パーヴェルのよき友人の一人であったが、それは長くは続かなかった。女帝エカチェリーナ2世によってクラーキンは、在外公館に派遣されたためである。
1796年にエカテリーナ2世が死去し、パーヴェル1世が即位すると、クラーキンは帰国して副宰相に任命され、パーヴェルの宮廷に仕えることになる。パーヴェル1世の暗殺後にアレクサンドル1世にも仕え、この間1806年に駐在オーストリア公使、1808年に駐仏公使として、ナポレオン戦争に直面することとなる。1807年のティルジットの和約締結に当たっては、ロシア側代表として講和会議に出席している。
1810年以降、クラーキンはアレキサンドル1世に対して多くの書簡を提出し、フランスとの戦争が不可避であることを警告し続けた。ナポレオンがロシア遠征を準備中であることを察知したクラーキンは、1812年4月15日にナポレオンと会談の上で、露仏間の外交関係を打開を試みた。大陸軍の進発後にクラーキンは公使を辞任した。
クラーキンは衣装道楽として知られ、パリ赴任中、華麗で贅を尽くした衣装から「ダイヤモンド公爵」の異名をとった。1810年7月1日、駐仏オーストリア公使シュヴァルツェンベルク (en) 主催の舞踏会で起こった火事では、避難するときに倒れて火傷を負ったが、豪奢な衣装によって一命を取り留めたという。
アレクサンドル1世、ニコライ1世に仕えて法典編纂事業に尽力したミハイル・スペランスキーを見出した人物としても知られる。
フランスのレストランで従来のフランス式サービスを止めて、温かい料理を徐々に出して行くロシア式サービス(en)（時間差フルコース）を紹介したことでも知られる。